# Fast Weltweit
Fast Weltweit war ein 1985 gegründetes, deutsches Independent-Label aus Bad Salzuflen in Ostwestfalen-Lippe, das im Um- bzw. Vorfeld der Hamburger Schule einige Pop-Singles und Kassettensampler veröffentlichte.

## Geschichte
Das Label wurde 1985 von Michael Girke, Achim Knorr, Andreas Henning, Bernd Begemann und Die-Sterne-Sänger Frank Spilker sowie Tontechniker Frank Werner in Herford gegründet. Jochen Distelmeyer und Bernadette La Hengst folgten 1987 als fester Bestandteil von Fast Weltweit. Der Aktionskreis der einzelnen Bands war über den gesamten norddeutschen Raum verteilt, so wohnten die Mitglieder in Berlin, Hamburg, Köln und Bielefeld. Das Tonstudio, die „Klangforschung“, hatte seinen Sitz in Bad Salzuflen.
Die Heimatorte der Bandleader lagen in Ostwestfalen und Lippe. Sie hatten sich zum Teil über eine gemeinsame Schulzeit, über Kontakte in der lokalen Musikszene und über die Arbeit im Tonstudio kennengelernt. Bernd Begemann deutet den Namen Fast Weltweit als ironisches Spiel mit dem eigenen Status als „Provinz-Loser“; das Label entstand laut Frank Werner aus dem „Bedürfnis, zusammen ein eigenes Sprachrohr zu bilden“ und besser wahrgenommen zu werden.
Auf Fast Weltweit wurden nur wenige Singles und Kassettensampler veröffentlicht. Es wurden viele Demoaufnahmen produziert, darunter Aufnahmen von Jochen Distelmeyers Band Bienenjäger unter Mitarbeit von Thomas Wenzel und Mirko Breder, sowie die ersten zwei Singles der Sterne. Michael Girke, Michael van den Nieuwendijk und Oliver Mills veröffentlichten 1987 als Berliner Band Jetzt! das Demotape „Liebe in GROSSEN Städten“ auf Fast Weltweit. Aus diesen Aufnahmen wurde 1999 der Titel „Kommst Du Mit In Den Alltag“ von der Band Blumfeld gecovert. Bernd Begemann veröffentlichte selbst nie auf Fast Weltweit und war bereits 1984 nach Hamburg gezogen, wohin ihm viele der auf den Samplern vertretenen Musiker zwischen 1984 und 1987 folgten.
Der Vertrieb der Aufnahmen von Achim Knorr und Der Fremde erfolgte ab 1990 durch das Label seines Schlagzeugers Andreas Reth mit dem Namen Reth Tonträger.

## Umfeld und Beziehungen
Das Label war für die Entwicklung der deutschen Pop-Musik der Hamburger Schule von einiger Bedeutung. So konnte über Bernd Begemann und dessen Hamburger Band Die Antwort ein reger Kontakt zwischen der Hamburger und Ostwestfälischen Pop-Szene begründet werden, der auch zu gemeinsamen Konzerten führte. Einige der Fast-Weltweit-Künstler formierten sich in Hamburg zu neuen Bands. Jochen Distelmeyer gründete Blumfeld, Thomas Wenzel schloss sich den Goldenen Zitronen an und gründete später Die Sterne, zusammen mit Frank Spilker. Bernadette Hengst spielte später bei Huah! und Die Braut haut ins Auge. Die Brüder Andreas Reth und Matthias Rothaug, die bei den Time Twisters und Der Fremde spielten, gründeten in Hamburg die Band Kajak.

## Bands
um 1979/1980
- Vatikan (Bernd Begemann, Frank Jacobs, Martin Stammeier)

um 1982
- The Toll (Andreas Henning, Michael Girke, Jürgen Jahn, Cord Budde, Rolf Birkfeld, Heike Hickmann)[14]
- Dicke Bärta (Achim Knorr, Markus Fennert[15], Johannes Meyer, Michael Girke u. a.)

um 1983
- Veto (Frank Spilker, Mirko Breder, Christian Böhm, Carsten Kaulbars)
- Milk-pops (Andreas Henning, Heike Hickmann)

um 1984/85
- Time Twisters (Andreas Henning, Jürgen Jahn, Frank Jacobs)
- Discount (Frank Spilker, Mirko Breder, Christian Böhm)
- Der Fremde (Achim Knorr)
- Jetzt! (Michael Girke, Frank Spilker, Volker Seewald, Fried Gerber u. a.)

um 1985/86
- Jetzt! (Michael Girke, Klaus Mertens u. a.)
- Time Twisters (Andreas Henning, Jürgen Jahn, Ralf Wendler)
- Arthur Dent (Frank Spilker, Mirko Breder, Frank Perrey, Ralf Wendler u. a.)
- Merzbau (Frank Spilker, Frank Perrey u. a.)
- Der Fremde (Achim Knorr u. a.)

um 1986/87
- Bernadette La Hengst
- Time Twisters (Andreas Henning, Jürgen Jahn, Frank Jacobs; später auch mit Matthias Rothaug)
- Die Bienenjäger (Jochen Distelmeyer, Thomas Wenzel, Mirko Breder u. a.)
- Jetzt! (Michael Girke, Michael v.d. Nieuwendijk, Oliver Mills; ab Ende 1987 Girke solo)
- Die Sterne (Frank Spilker, Mirko Breder u. a.)
- Der Fremde (Achim Knorr, Andreas Reth, Andrea Kilian; ab 1990 mit TThomthom Geigenschrey)

## Diskografie
Die Songs aus dieser Phase der Musiker sind zum größten Teil nur auf den genannten Kassetten-Samplern veröffentlicht. 1988, in einer Nacht wie dieser von Frank Spilker ist auf dem L’age-d’or-Sampler Musik für Junge Leute zu finden. Einige andere Lieder wurden auf der inzwischen vergriffenen Heft-CD des Fan-Zines Komm Küssen veröffentlicht.

### Kassetten
- 1982 – The Toll: Daheim & Unterwegs, Klangforschung[17]
- 1983 – The Toll: Außer Rand und Band!, Klangforschung
- 1983 – Veto, Klangforschung
- 1983 – Milk-Pops: Die besten „Milk-pops“ der Welt, Klangforschung
- 1984 – The Discount: Linoleum im Hirn, Klangforschung
- 1986 – Die Time Twisters, Fast Weltweit[18]
- 1987 – Jetzt!: Liebe in GROSSEN Städten, Fast Weltweit
- 1987 – Jetzt!: ’87, Fast Weltweit[19]
- 1988 – V.A.: Fast Weltweit präsentiert: Jetzt!... Die Sterne... Der Fremde... Die Bienenjäger... Die Time Twisters... Bernadette Hengst (Der „Rote“ Cassetten-Sampler Nr. 1), Fast Weltweit
- 1988 – V.A.: Fast Weltweit präsentiert: Jetzt!... Die Sterne... Der Fremde... Die Bienenjäger... Die Time Twisters... Bernadette Hengst (Der „Blaue“ Cassetten-Sampler Nr. 2), Fast Weltweit
- 1989 - V.A.: Fast Weltweit Nr. 3 (Der Grüne Sampler), Promotion-Kassette, Fast Weltweit[20]
- 1989 – Die Time Twisters, verdammt!, Klangforschung
- 1990 – Die Time Twisters, verdammt!: Geradeaus, Armin Müller
- 1990 – Die Time Twisters, verdammt!: Die Rückkehr des dynamischen Duos, Armin Müller
- 1991 - Der Fremde: Der Fremde, Reth Tonträger[21]

### Demoaufnahmen Klangforschung
- 1984 bis 1989 - Michael Girke
- 1987 bis 1989 - Bernadette Hengst
- 1987 bis 1989 - Jochen Distelmeyer, Die Bienenjäger
- 1980, 1982, 1983, 1991 bis 1995 - Bernd Begemann, Die Antwort, Der elektrische Liedermacher
- 1985 bis 1990 - Die Sterne, Frank Spilker u. Mirko Breder (u. a. Arthur Dent u. Merzbau 85/86)
- 1985 bis 1994 - Achim Knorr, Der Fremde u. a. Werkschutz, Michael Hoffmann, Le Frog, Dajana Loves Paisley

### Singles
- 1985 – Jetzt!: Meine Stille Generation / Acht Stunden sind kein Tag, Hit & Run Rec., Pastell Vertrieb, Produzent Thomas Schwebel
- 1987 – Die Sterne: Ein verregneter Sommer (Tief über Irland) / Ich will dich
- 1988 – Die Sterne: 1988 / Was verlangst Du
- 1988 – Der Fremde: Blut / Bleib bei mir
- 1990 – Die Time Twisters: Unglaubliches Mädchen / Ich komm’ zurück / Guten Morgen Sommer

### LPs
- 1985 – V.A.: Fast Weltweit präsentiert: Jetzt!... Der Fremde... Die Time Twisters, Klangforschung/Fast Weltweit
- 1990 – Der Fremde: Daneben, reth tonträger
- 1991 – Die Time Twisters, verdammt!, Vorsicht Vorstadtsurfer!, viel leicht, Swinging Bielefeld 008, Klangforschung
- 1997 – Komm Küssen Kompilation #4, Sampler u. a. mit diversen Fast Weltweit-Acts[22] Komm Küssen Fanzine, Münster
- 2017 – Jetzt! – Liebe In GROSSEN Städten (1984–1988), Werkschau Michael Girke[23], Tapete Records, TR374
- 2018 – Die Time Twisters – Guten Morgen Sommer! 24 Pop Songs aus dem Fast-Weltweit-Archiv[24], Tapete Records, TR398
- 2021 – Achim Knorr – Endlich[25], Bandcamp, fw-002[26]

## Hörspiel
- Bad Salzuflen Weltweit. Ein Feature über die Geburt des Diskurspops aus dem Geiste der Kurtaxe.

Von Christian Möller und Heiko Behr.
Ein 2012 vom WDR in Regie von Susanne Krings produziertes Hörspiel zu Fast Weltweit und der Geschichte des Labels.
Länge: 53 Minuten, Redaktion Natalie Szallies

## Ausstellung
„Stadt.Land.Pop. Popmusik zwischen westfälischer Provinz und Hamburger Schule“  war ein Projekt der LWL-Literaturkommission für Westfalen in Kooperation mit den Universitäten Münster und Paderborn sowie dem Museum für Westfälische Literatur. Gefördert vom Ministerpräsidenten des Landes Nordrhein-Westfalen, der LWL-Kulturstiftung und der Nyland-Stiftung.
Sie fand zwischen dem 27. November 2008 bis 3. Mai 2009 im Museum für Westfälische Literatur Haus Nottbeck in Oelde Stromberg statt.
Ausstellungsprojekt und Popkonzert-Reihe im Museum vermittelten Lyrik und Musik aus der Region: Erdmöbel, Bernd Begemann & Die Befreiung, Bernadette La Hengst und die Frank Spilker Gruppe live auf dem Kulturgut Haus Nottbeck. Ausstellungsprojekte waren ebenfalls die Bands Die Sterne und Blumfeld und dem Label Fast Weltweit wurde ein Teilbereich gewidmet.
Präsentiert wurden die vertretenen Bands und Solokünstler insbesondere in Hinsicht auf ihr Verhältnis zur Literatur.

## Film
- Stadt.Land.Pop. Das Videoalbum - Interview-DVD, hergestellt an der Universität Paderborn in Zusammenhang mit dem Seminar „Popliteratur - eine dokumentarische Spurensuche in OWL / Pop.Musik.Literatur“. Leitung: Thomas Strauch, Carsten Engelke, Walter Gödden, 2008[30]
- „fast welt weit“ Dokumentarfilm - Hersteller: pong Film GmbH, Berlin - Regie und Drehbuch: Caroline Kirberg. Seit 2015 befindet sich ein Dokumentarfilm über den Fast Weltweit - Freundeskreis in Produktion und Schnitt. Der Film wird u. a. mit Mitteln der Bundesministerin für Kultur und Medien gefördert und hat seine deutsche Premiere beim Unerhört! Musikfilmfestival in Hamburg.[31][32][33][34]

## Buch
2025 erschien mit „Fast Weltweit. Wie die Hamburger Schule in Ostwestfalen erfunden wurde“ von Christof Dörr ein Oral-History-Band, der auf Interviews mit Gründern und Musiker:innen wie Bernadette La Hengst, Kersty Grether, Sandra Grether, Frank Spilker, Bernd Begemann, Frank Werner, Michael Girke, Achim Knorr, Mijk van Dijk, Andreas Henning, TT Geigenschrey und Thomas Wenzel basiert. Das Buch beleuchtet insbesondere die Ursprünge des Labels in Bad Salzuflen und Herford und dessen Einfluss auf die Entwicklung der deutschsprachigen Indie-Musik. Die Veröffentlichung führte zu einer verstärkten medialen Rezeption und wurde u. a. in Fachmagazinen wie Visions und Laut.de besprochen.
- Christof Dörr: Fast Weltweit. Wie die Hamburger Schule in Ostwestfalen erfunden wurde. Verlag Andreas Reiffer, Meine 2025, ISBN 978-3-910335-85-1, S. 304.[37]

## Weitere Literatur
- Frank Werner: Zur regionalen Szene der Alternativ-Labels. In: Dieter Baacke (Hrsg.): Handbuch Jugend und Musik. Leske + Budrich, Opladen 1997, ISBN 3-8100-1543-1.
- Bernd Begemann, Michael Girke, Bernadette Hengst, Till Huber, Eckhard Schumacher, Frank Spilker: Stadt.Land.Pop: Popmusik zwischen westfälischer Provinz und Hamburger Schule. Hrsg.: Moritz Baßler, Walter Gödden, Jochen Grywatsch, Christina Riesenweber. Aisthesis, Bielefeld 2008, ISBN 978-3-89528-708-4.
- Walter Gödden: Querbeet 3. 72 neue literarische Erkundungen in Westfalen. Aisthesis, Bielefeld 2011, ISBN 978-3-89528-881-4.
- Jonas Engelmann: Der Text ist meine Party. Eine Geschichte der Hamburger Schule. Ventil, Mainz 2024, ISBN 978-3-95575-211-8.[38]